# Jugoslávská liga ledního hokeje 1979/1980
Sezóna 1979/1980 byla 38. sezónou Jugoslávské ligy ledního hokeje. Vítězem se stal tým HK Olimpija Ljubljana.

## Základní část

### O 1 . místo
| Poř. | Tým                   | Zápasy | Výhry | Remízy | Porážky | Skóre  | Body |
| ---- | --------------------- | ------ | ----- | ------ | ------- | ------ | ---- |
| 1    | HK Olimpija Ljubljana | 20     | 18    | 0      | 2       | 199:37 | 36   |
| 2    | HK Jesenice           | 20     | 17    | 1      | 2       | 183:58 | 35   |
| 3    | HK Cinkarna Celje     | 20     | 9     | 2      | 9       | 86:90  | 20   |
| 4    | KHL Medveščak         | 20     | 8     | 2      | 10      | 88:102 | 18   |

### O 5 . místo
| Poř. | Tým                       | Zápasy | Výhry | Remízy | Porážky | Skóre   | Body |
| ---- | ------------------------- | ------ | ----- | ------ | ------- | ------- | ---- |
| 5    | HK Partizan               | 20     | 9     | 1      | 10      | 73:113  | 19   |
| 6    | HK Crvena Zvezda Bělehrad | 20     | 8     | 2      | 10      | 102:127 | 18   |
| 7    | HK Kranjska Gora          | 20     | 5     | 0      | 15      | 76:176  | 10   |
| 8    | HK Spartak Subotica       | 20     | 1     | 3      | 17      | 59:163  | 4    |

### Konečné pořadí
1. HK Olimpija Ljubljana
2. HK Jesenice
3. HK Cinkarna Celje
4. KHL Medveščak
5. HK Partizan
6. HK Crvena Zvezda Bělehrad
7. HK Kranjska Gora
8. HK Spartak Subotica